# Luca Marchegiani
Luca Marchegiani (Ancona, Provincia de Ancona, Italia, 22 de febrero de 1966) es un exfutbolista italiano. Se desempeñaba en la posición de guardameta.

## Selección nacional
Fue internacional con la selección de fútbol de Italia en 9 ocasiones. Debutó el 6 de junio de 1992, en un encuentro ante la selección de los Estados Unidos que finalizó con marcador de 1-1.

### Participaciones en Copas del Mundo
| Mundial                        | Sede           | Resultado  |
| ------------------------------ | -------------- | ---------- |
| Copa Mundial de Fútbol de 1994 | Estados Unidos | Subcampeón |

## Clubes
| Club               | País   | Año       |
| ------------------ | ------ | --------- |
| Jesina Calcio      | Italia | 1984-1985 |
| Aurora Latini      | Italia | 1985-1986 |
| Jesina Calcio      | Italia | 1986-1987 |
| Brescia Calcio     | Italia | 1987-1988 |
| Torino F. C.       | Italia | 1988-1993 |
| S. S. Lazio        | Italia | 1993-2003 |
| A. C. ChievoVerona | Italia | 2003-2005 |

## Palmarés

### Campeonatos nacionales
| Título              | Club         | País   | Año     |
| ------------------- | ------------ | ------ | ------- |
| Serie B             | Torino F. C. | Italia | 1989-90 |
| Copa Italia         | Torino F. C. | Italia | 1992-93 |
| Copa Italia         | S. S. Lazio  | Italia | 1997-98 |
| Supercopa de Italia | S. S. Lazio  | Italia | 1998    |
| Serie A             | S. S. Lazio  | Italia | 1999-00 |
| Copa Italia         | S. S. Lazio  | Italia | 1999-00 |
| Supercopa de Italia | S. S. Lazio  | Italia | 2000    |

### Copas internacionales
| Título              | Equipo       | País   | Año     |
| ------------------- | ------------ | ------ | ------- |
| Copa Mitropa        | Torino F. C. | Italia | 1991    |
| Recopa de Europa    | S. S. Lazio  | Italia | 1998-99 |
| Supercopa de Europa | S. S. Lazio  | Italia | 1999    |